# Moulin de Chassaing
Le moulin de Chassaing est un moulin à vent agricole situé dans la commune de Saint-François sur l'île de Grande-Terre dans le département de la Guadeloupe en France. Le moulin est inscrit aux monuments historiques depuis 1990.

## Historique
Situé à l'extrémité de la Grande-Terre à proximité de l'anse Loquet à l'est de Saint-François, le moulin à vent est construit au XIXe siècle en moellons calcaires pour le broyage mécanique de la canne à sucre. C'est à l'aide de ce moulin que son propriétaire, M. Chassaing, met au point en 1891 un procédé d'extraction du jus de canne après imbibition et répression permettant d'augmenter significativement la quantité obtenue par tonne de canne pressée et surtout le taux de sucre final du jus extrait.
Le moulin de Chassaing est inscrit aux monuments historiques depuis le 25 janvier 1990 comme le moulin le mieux conservé de Grande-Terre.